# Gerald Allan Cohen
Gerald Allan «Jerry» Cohen (Mont-real, 14 d'abril de 1941 – Oxford, 5 d'agost de 2009), fou un filòsof polític i professor de teoria social i política a l'All Souls College de la Universitat d'Oxford, i un dels màxims representants del marxisme analític, escola que conjuga marxisme, filosofia analítica i economia, i que pretenia polir les idees de Karl Marx dels aspectes ideològics.

## Biografia
Cohen va néixer en el si d'una família jueva implicada en organitzacions polítiques comunistes que ell mateix va sovintejar durant la seva infància i joventut. Va estudiar a la Universitat McGill i a la Universitat d'Oxford, on va ser deixeble d'Isaiah Berlin i de Gilbert Ryle. Després d'impartir classe durant vint anys (de 1963 a 1984) en el Departament de Filosofia de la Universitat de Londres, el 1985 es va traslladar a la Universitat d'Oxford.
El seu assaig Karl Marx's Theory of History: A Defense es considera l'obra fundacional del marxisme analític a causa d'una frase del seu pròleg on Cohen afirma que pretén estudiar les tesis de Marx «amb la claredat i el rigor de la filosofia analítica». Més endavant, Cohen va ser membre del September Group en el qual van participar alguns dels protagonistes d'aquest corrent del marxisme occidental. Des de finals dels anys 1980, l'atenció de Cohen es va centrar en la teoria de la justícia. Va proposar arguments morals a favor del socialisme oposats tant a la tradició contractualista com a l'utilitarisme.

## Obra
A Karl Marx's Theory of History: A Defense (1978) Cohen reformula una versió ortodoxa del marxisme servint-se d'eines conceptuals típiques de la tradició anglosaxona de la filosofia de la ciència i de la teoria social estàndard. Encara que existeixen precedents d'aquest projecte –com els treballs de David Hillel Ruben o de Manuel Sacristán–, l'obra de Cohen va tenir un ampli ressò a tot el món.

### Materialisme històric
La proposta de Cohen consisteix en una defensa del materialisme històric tal com es planteja en el «Pròleg» de 1859 a la Contribució a la crítica de l'economia política de Karl Marx, és a dir, la doctrina que afirma que «la història és, fonamentalment, el desenvolupament de la capacitat productiva de l'home i que les formes de societat sorgeixen i desapareixen en la mesura en què permeten i promouen, o impedeixen i obstaculitzen, aquest desenvolupament» (Cohen, 1984: 65). Segons Cohen, el fonament d'aquesta tesi és «una dada històrica sorprenent: que les societats rarament reemplacen forces productives superiors per forces productives inferiors» (Cohen, 1978: 167). Cohen descompon aquesta premissa en tres enunciats:
1. Els homes són en certa manera racionals.
2. La situació històrica dels homes és una situació d'escassetat.
3. Els homes posseeixen una intel·ligència d'un tipus i un grau que els permet millorar la seva situació (Cohen, 1978: 168).

Segons Cohen, la combinació d'aquestes tres tesis permet explicar el desenvolupament històric a gran escala com el resultat de l'evolució de les forces productives –els mitjans de producció i la força de treball– i la seva influència sobre les relacions econòmiques i socials. Des d'aquesta perspectiva, la força de treball seria més important que els mitjans de producció, en la mesura en què està constituïda tant per la fortalesa física com per les habilitats tècniques. En últim terme, l'evolució de les forces productives pràcticament s'identificaria amb el de la ciència útil.
Segons Cohen, Marx sosté que les societats s'ajusten al creixement de la capacitat productiva a través de la modificació de les relacions de producció, que consisteixen precisament en el poder econòmic sobre les forces productives. Les relacions de producció s'expressarien a través de relacions de propietat efectives i formarien l'estructura econòmica d'una societat, en contraposició a la superestructura jurídica.
D'aquesta manera, les forces productives no formen part de la base econòmica, una característica clau per establir la seva primacia explicativa sobre les relacions de producció. Les forces productives serien una capacitat «extrasocial» –en el sentit que els coneixements tecnocientífics no serien construccions socials–, una força que posseeixen els membres d'una societat i no una relació entre ells.
És important assenyalar que Cohen en cap moment es va comprometre amb la veracitat de la teoria de la història de Marx. Considerava que aquesta era una qüestió empírica la dilucidació de la qual correspondria als científics socials. El seu interès es va centrar en la demostració de la consistència d'una versió del materialisme històric que no necessita recórrer a una filosofia de la història de tall metafísic.

### Crítiques
Cohen va ser molt criticat per tractar de justificar una teoria de la història que molts dels partidaris de Marx consideraven l'aspecte més qüestionable de la seva doctrina juntament amb la teoria del valor treball que, en canvi, Cohen va rebutjar (Cohen, 1981). A més, va revivar el debat entre els qui, seguint el Manifest comunista, defensaven la preeminència de la lluita de classes com a «motor de la història» i els qui, per contra, consideraven que l'evolució de les forces productives exercia un paper més important en la transformació de les societats. En particular, Cohen va rebre dures crítiques d'historiadores com Ellen Meiksins Wood, que van considerar la seva teoria excessivament determinista i poc fundada empíricament. Metodològicament, es va considerar que la renúncia explícita de Cohen a la dialèctica –una característica comuna a tots els marxistes analítics– constituïa una traïció a un element crucial de la tradició teòrica marxista (Sayers, 1989; Mandel, 1989). Finalment, la teoria de Cohen va ser molt criticada pel seu apoliticisme. Van ser molts els que li van retreure elaborar una doctrina exclusivament acadèmica sense connexió amb les lluites polítiques reals.

### El debat de l'explicació funcional
Una de les raons per les quals la teoria de la història de Cohen va tenir una repercussió major que altres llibres de temàtic similar publicats (Shaw, 1978; Mac Murtry, 1978) va ser perquè incloïa una contribució nova a un aspecte polèmic de la filosofia de les ciències socials.
Cohen manté que la teoria de la història marxista afirma una determinada relació explicativa entre tres dimensions socials diferents, concretament que «les relacions de producció corresponen al nivell de desenvolupament de les forces productives i són al seu torn la base sobre la qual s'alça la superestructura» (Cohen, 1984: 67). En aquesta concepció està implicat un tipus de raonament peculiar anomenat «explicació funcional».

Una explicació funcional es distingeix perquè un succés s'explica en termes del seu efecte. Per exemple, «la dansa de la pluja és executada perquè fomenta la cohesió social». La filosofia de la ciència ha rebutjat tradicionalment aquestes explicacions com un cas de justificació retroactiva metafísica molt similar a la de la teodicea. La característica fonamental seria postular un propòsit sense actor proponent o, en termes gramaticals, un predicat sense subjecte (Elster, 1984: 23). La solució de Cohen per rehabilitar les explicacions funcionals passa per incrustar les explicacions funcionals en un model de cobertura legal tradicional. El preu que ha de pagar és una rebaixa en les aspiracions de les ciències socials. En paraules del propi Cohen:
| « | A grans trets aquesta [l'explicació funcional] és una explicació en què un succés (...) s'explica en termes del seu efecte. Suposem que tenim una causa, C, i el seu efecte, E. En aquest cas la forma de l'explicació no és: va passar C perquè va passar E (això faria de l'explicació funcional la imatge invertida d'una explicació causal ordinària, de manera que l'explicació funcional tindria el defecte fatal de presentar un fet ocorregut després com a explicació d'un altre anterior). Tampoc s'ha de dir que la forma de l'explicació és "passar C perquè va causar E. Imperatius similars de l'explicació i l'ordre temporal descarten aquesta possibilitat (...). L'única possibilitat restant, que per tant vam triar és: va ocórrer C perquè causaria E, o, dit menys concisament però amb més propietat, va ocórrer C perquè la situació era tal que qualsevol succés del tipus C causaria un succés del tipus F (Cohen, 1984: 68). | » |

Aquestes explicacions, doncs, se sustenten en l'existència de «fets disposicionals» que expliquen l'ocurrència del tipus de succés esmentat en l'antecedent de la hipòtesi que explica la disposició. Al seu torn, les explicacions funcionals vindrien justificades pel que Cohen denomina lleis de conseqüència, que tenen aproximadament la següent forma: (E→F)→E. Jon Elster va criticar aquesta posició per la seva proximitat a posicions teleològiques insostenibles i, sobretot, va defensar la necessitat de promoure en ciències socials la cerca de mecanismes explicatius individuals enfront de les explicacions legaliformes (Elster, 1984).
El debat va concloure amb un cert consens: tant Cohen com Elster van acceptar que si bé les lleis de conseqüència eren formalment vàlides, eren una segona millor opció respecte a una explicació en termes de mecanismes concrets (Elster, 1987)

### Política i ètica

#### Llibertat
History, Labour, and Freedom és una obra de transició en la qual Cohen comença a reconsiderar alguns temes clàssics del materialisme històric des del punt de vista de l'ètica. Així, per exemple, analitza el problema de la llibertat en una societat capitalista, prenent en consideració l'estatut del proletariat, individualment lliure d'abandonar la classe treballadora, però no col·lectivament. A Self-Ownership, Freedom, and Equality, Cohen entra de ple en qüestions normatives. En particular, tracta d'elucidar els principis ètics del marxisme assumint la paradoxa que la teoria ètica anarcoliberal de Robert Nozick es fonamenta en principis propers als socialistes: 
| « | L'edifici anarcoliberal podria erigir-se sobre la concepció socialista de l'explotació habitual, segons la qual es considera explotada a una persona si produeix coses de les que altres s'apropien sense el seu consentiment. Els anarcoliberals tenen raó en afirmar que aquest apropiació ocorre en qualsevol tipus d'estat del benestar, ja que hi ha una extracció coercitiva als productors per part de l'Estat, part de la qual es distribueix entre gent que no produeix res. Així que els anarcoliberals prenen el que en origen és una noció d'explotació progressista i l'empren per a usos reaccionaris (Imprints, 1996). | » |

#### Justícia i compromís personal
If You're an Egalitarian, How Come You're So Rich? és primerament una crítica del liberalisme igualitarista típicament defensat per John Rawls. Cohen considera que fins i tot si el liberalisme igualitarista defensés els principis de justícia correctes, limita arbitràriament l'abast d'aquests principis: «Segons Rawls els principis fonamentals de la justícia s'apliquen a les regles de l'estructura bàsica de la societat i no a les eleccions que la gent fa dins d'aquesta estructura» (Cohen, 2000: 202). En contra d'aquesta posició, Cohen defensa que en una societat justa, els principis de justícia han d'exercir un paper important també en l'elecció personal individual. Es tracta d'una posició en bona part contrària a la perspectiva marxista tradicional, molt més propera a Rawls en aquest aspecte. En aquest sentit, Cohen identifica una matriu normativa, present tant en cert activisme socialista –sovint negada pels mateixos socialistes– com en certes formes de cristianisme, que es caracteritza per fomentar un intens compromís personal a través d'un fort ethos social. Cohen considera que aquesta matriu forma part de qualsevol concepció de la justícia digna d'aquest nom.